# Bwari
Bwari é uma área de governo local do Território da Capital Federal da Nigéria.
Possui uma área de 914 km ² e uma população de 229.274 no censo de 2006.
O código postal da área é 901.